# 2015년 KBO 리그
KBO 리그의 2015년 시즌은 KBO 리그의 34번째 시즌이며 제 10구단 KT 위즈의 합류로 대한민국의 10개 프로 야구 구단들이 참가한다.
2015년 시즌부터 리그 명칭이 KBO 리그로 변경되고 타이어뱅크가 3년 동안 타이틀 메인 스폰서로 참여함에 따라 2015 타이어뱅크 KBO 리그라고도 불린다.

## 달라지는 점
- KBO의 브랜드 통합 작업에 따라서 이번 시즌부터 프로야구 1군 리그 명칭을 KBO 리그로, 2군 리그 명칭을 KBO 퓨처스리그로 변경한다. 시범경기는 'KBO 시범경기', 패넌트레이스를 'KBO 정규시즌', 올스타전과 포스트시즌은 각각 KBO 올스타전, KBO 포스트시즌이라는 명칭을 사용한다.[1]
- 팀당 경기 수: 10구단(KT 위즈)의 합류로 팀당 경기수가 기존의 128경기(총 576경기)에서 144경기(총 720경기)로 2년만에 다시 늘어나게 된다.
- 시즌 중반인 7월에 2015년 하계 유니버시아드 대회가 열린다.
- 외국인 선수 보유가 10구단 KT는 2년간(2015시즌,2016시즌) 4명 보유에 3명 출전으로 변경되었다. (외국인 선수 보유 인원을 한도까지 사용할 경우, 모두 투수로 뽑거나 모두 타자로 뽑을 수 없다.)
- kt 위즈가 합류함에 따라 삼성, SK, 두산, 롯데 VS LG, KIA, 한화, 넥센, NC 체제는 유지하되 팀명은 이스턴 리그 VS 웨스턴 리그에서 드림 올스타 VS 나눔 올스타로 바뀐다. KT 위즈는 드림 올스타로 합류한다.
- kt 위즈가 합류함에 따라 포스트시즌에 4위에게 1승 메리트를 부여하고 4위와 5위가 4위 홈에서 2경기를 치르는 3판 2선승제 와일드카드 결정전이 신설되어 포스트시즌이 5강체제로 전환된다. 이때, 5위팀은 2경기 모두를 이겨야 하지만, 4위팀은 무승부가 나도 자동 준플레이오프 진출이 된다.
- 4-5월과 9-10월에 한하여 일요일에는 오후 2시와 오후 5시로 경기를 나누어 편성할 계획이다. 5경기 중 4경기가 오후 2시에 시작하고, 나머지 1경기는 오후 5시에 열린다.[2] 6월에는 5경기 다 5시에 시작하며 7~8월에는 5경기 다 6시에 시작한다. 그러나 9월 13일부터 일요일 5경기가 다 2시에 시작되었다.
- KBO 퓨처스리그는 기존 북부리그, 남부리그를 폐지하고 3개조로 리그가 편성된다. 새로운 리그 명칭은 북부 리그(경찰, LG, 두산, KT), 중부 리그(SK, 한화, 고양, 화성)와 남부 리그(상무, 삼성, 롯데, KIA)이다.[3]
- 올 시즌부터 1군 엔트리는 27명 등록, 25명 출전으로 바뀌어 1군 엔트리 등록 선수가 한 명 늘게 된다.
- 포스트시즌 엔트리 인원이 27명에서 28명으로 1명이 늘게 된다.
- 신고선수는 육성 선수로 명칭이 변경되며 정식 선수 등록일자도 6월 1일에서 5월 1일로 변경했다.
- 한화 이글스가 한밭종합운동장 야구장의 명칭을 대전한화생명이글스파크로 변경한다.
- SK 와이번스가 2015년 3월 31일부로 인천 문학야구장의 명칭을 인천SK행복드림구장으로 변경한다.

## 새로워진 규정
- 이닝 중 투수 교체시간을 2분 45초에서 2분 30초로 단축한다.
- 타자 등장 시 BGM은 10초 이내로 하고, 타자는 BGM이 끝나기 전에 타석에 들어와야 한다. 위반 시 투수에게 투구를 지시한 후 스트라이크를 선언하였으나 2015년 3월 17일 열리는 KBO 시범경기부터 위반시 벌금 20만원 부과로 개정하였다.
- 공수교대시간 2분이 지나도 첫 타자가 타석에 들어오지 않을 경우 위반 시마다 경고 없이 스트라이크를 선언했던 규정을 정했으나, 2015년 3월 17일 열리는 KBO 시범경기부터 위반시 벌금 20만원 부과로 개정하였다.
- 타자의 불필요한 타임을 불허하고, 타자는 타석에 들어선 순간부터(대회요강에 명시된 예외가 인정되는 경우 제외) 최소 한발은 타석 안에 두어야 한다. 당초에는 위반 시 투수에게 투구를 지시한 후 스트라이크를 선언하도록 했으나 야구팬과 현장의 반발로 인해 2015년 3월 17일 열리는 KBO 시범경기부터 위반시 벌금 20만원 부과로 개정하였다.
- 타자는 볼넷이나 사구시 뛰어서 1루로 출루하고, 보호대는 1루에 출루한 후 주루코치에게 전달한다.(부상시 제외)
- 감독 어필 시 수석코치 동행을 금지하고, 위반시 해당 코치를 퇴장시킨다.
- 구단의 임직원 및 심판위원, 감독, 코치, 선수가 리그 또는 구단을 공개적으로 비방하거나 인종차별 발언 등 타인의 명예를 훼손할 경우의 제재 규정을 야구규약과 대회요강 벌칙내규에 신설하기로 하였다.
- 감독은 심판에게 항의시 5분을 넘길 수 없으며, 초과시 스피드 업 규정으로 인해 퇴장이 된다.

## 구단별 캐치프레이즈 (슬로건)
- 삼성 라이온즈 : Together, Good to Great!
- 넥센 히어로즈 : Go for the championship!
- NC 다이노스 : 거침없이 가자(슬로건), 전력질주(2015 캐치프레이즈)
- LG 트윈스 : 우리는 생각보다 훨씬 강하다! 더 높은 곳을 향한 2015!
- SK 와이번스 : ONE TEAM! ONE SPIRIT!
- 두산 베어스 : TEAM DOOSAN! HUSTLE DOO
- 롯데 자이언츠 : Team first, Fan first!
- KIA타이거즈 : All New Stadium, All New KIA TIGERS!!
- 한화 이글스 : 불꽃 한화! 투혼 이글스!
- KT 위즈 : 마법을 현실로! 승리의 kt wiz

## 선수 이동

### 시즌 전
- KT 특별지명권
  - 정현 : 삼성 라이온즈 → KT 위즈[4]
  - 장시환 : 넥센 히어로즈 → KT 위즈
  - 이성민 : NC 다이노스 → KT 위즈
  - 배병옥 : LG 트윈스 → KT 위즈
  - 김상현 : SK 와이번스 → KT 위즈
  - 정대현 : 두산 베어스 → KT 위즈
  - 용덕한 : 롯데 자이언츠 → KT 위즈
  - 이대형 : KIA 타이거즈 → KT 위즈
  - 윤근영 : 한화 이글스 → KT 위즈

- 신인 지명선수
  - 삼성 라이온즈 : 김영한, 장필준, 최정용, 김기환, 홍정우, 최민구, 권정웅, 김찬, 윤영수, 류현동, 배진호
  - 두산 베어스 : 남경호, 김민혁, 사공엽, 방건우, 박종욱, 박성민, 고봉찬, 정진철, 정인석, 이윤후
  - KIA 타이거즈 : 이민우, 황대인, 문경찬, 이종석, 이준현, 황인준, 김명찬, 박정수, 박정우, 이종현, 김호령
  - NC 다이노스 : 이호중, 구창모, 류진욱, 송동욱, 이훈, 류재인, 이우석, 문석종, 김민욱, 배준빈, 이정호
  - KT 위즈 : 주권, 홍성무, 엄상백, 김민수, 윤수호, 김재윤, 이창재, 정성곤, 정다운, 김만수, 김태훈, 조무근, 박휘연, 박태원, 이성복, 박두현
  - SK 와이번스 : 이현석, 조한욱, 허웅, 김웅빈, 박세웅, 유상화, 신동민, 이재관, 봉민호, 홍준표, 남지훈
  - 롯데 자이언츠 : 강동관, 안태경, 차재용, 전병우, 석지형, 김대륙, 김훈호, 강동수, 김선균, 배제성, 손준영
  - 넥센 히어로즈 : 최원태, 김해수, 김택형, 박주현, 정용준, 송성문, 송우현, 김정인, 임혜동, 임규빈, 백찬이
  - LG 트윈스 : 김재성, 안익훈, 최민창, 백승현, 정규식, 박지규, 조학진, 이상규, 김해현, 신민기, 박성준
  - 한화 이글스 : 김범수, 김민우, 김정민, 이도윤, 임석현, 박준범, 신세진, 주현상, 윤보성, 김정호

- FA 이적 선수
  - 박경수 : LG 트윈스 → KT 위즈
  - 박기혁 : 롯데 자이언츠 → KT 위즈
  - 김사율 : 롯데 자이언츠 → KT 위즈
  - 장원준 : 롯데 자이언츠 → 두산 베어스
  - 권혁 : 삼성 라이온즈 → 한화 이글스
  - 배영수 : 삼성 라이온즈 → 한화 이글스[5]
  - 송은범 : KIA 타이거즈 → 한화 이글스

- FA 영입에 따른 보상선수 이적 선수
  - 김민수 : 한화 이글스 → 삼성 라이온즈(권혁의 보상선수 자격으로 이적)[4]
  - 임기영 : 한화 이글스 → KIA 타이거즈(송은범의 보상선수 자격으로 이적)[4]
  - 정재훈 : 두산 베어스 → 롯데 자이언츠(장원준의 보상선수 자격으로 이적)

- 방출 선수
  - 롯데 자이언츠 : 장성호
  - NC 다이노스 : 김건효, 김병승, 허준, 정진, 김종찬, 박기민
  - LG 트윈스 : 임재철, 권용관, 김기표
  - 넥센 히어로즈 : 오윤
  - SK 와이번스 : 임경완
  - KIA 타이거즈 : 이대환

- 방출 후 이적선수
  - 장성호 : 롯데 자이언츠 → KT 위즈
  - 임재철 : LG 트윈스 → 롯데 자이언츠
  - 권용관 : LG 트윈스 → 한화 이글스
  - 임경완 : SK 와이번스 → 한화 이글스
  - 오윤 : 넥센 히어로즈 → 한화 이글스
  - 이대환 : KIA 타이거즈 → NC 다이노스
  - 이지혁 : 롯데 자이언츠 → NC 다이노스
  - 박기민 : NC 다이노스 → 두산 베어스
  - 김기표 : LG 트윈스 → KT 위즈

- 은퇴
  - 양영동 : LG 트윈스 → 은퇴(LG 트윈스 2군 작전 및 3루 코치)
  - 강명구 : 삼성 라이온즈 → 은퇴(삼성 라이온즈 전력분석원)
  - 채상병 : 삼성 라이온즈 → 은퇴(삼성 라이온즈 2군 배터리코치)
  - 제춘모 : SK 와이번스 → 은퇴(SK 와이번스 2군 투수코치)
  - 이명환 : NC 다이노스 → 은퇴
  - 허준 : NC 다이노스 → 은퇴(마산고등학교 야구부 코치)
  - 정진 : NC 다이노스 → 은퇴(울산공업고등학교 야구부 코치)
  - 김동주 : 두산 베어스 → 은퇴 (방출 뒤 은퇴선언)
  - 이승재 : NC 다이노스 → 은퇴(NC 다이노스 전력분석관)
  - 문수호 : NC 다이노스 → 은퇴

- 군 입대 선수

상무 입단 선수
- 삼성 라이온즈 : 이수민, 김헌곤, 김민수
- NC 다이노스 : 김희원, 이상호, 권희동
- 한화 이글스 : 김혁민
- 두산 베어스 : 이용찬, 이원석
- SK 와이번스 : 허건엽, 한동민
- KIA 타이거즈 : 김선빈, 임기영
- 넥센 히어로즈 : 강윤구
- LG 트윈스 : 김재민
- 롯데 자이언츠 : 송주은
- KT 위즈 : 정현

경찰청 입단 선수
- 삼성 라이온즈 : 안규현, 이현동, 정병곤
- 롯데 자이언츠 : 김사훈, 신본기, 전준우
- KIA 타이거즈 : 안치홍, 이경록
- 한화 이글스 : 황영국, 박준혁
- 두산 베어스 : 홍상삼, 이성곤
- 넥센 히어로즈 : 윤영삼
- LG 트윈스 : 송윤준
- NC 다이노스 : 김태우
- SK 와이번스 : 김도현
- KT 위즈 : 신민재

- 해외 진출 선수
  - 강정호 : 넥센 히어로즈 → 피츠버그 파이리츠

- 국내 복귀 선수
  - 윤석민 : 볼티모어 오리올스 → KIA 타이거즈

- 신규 영입 외국인 선수
  - KT 위즈 : 앤디 마르테, 필 어윈, 크리스 옥스프링
  - 넥센 히어로즈 : 라이언 피어밴드, 브래드 스나이더
  - 롯데 자이언츠 : 짐 아두치, 브룩스 레일리, 조쉬 린드블럼
  - LG 트윈스 : 루카스 하렐, 헨리 소사, 잭 한나한
  - 삼성 라이온즈 : 알프레도 피가로, 타일러 클로이드
  - 한화 이글스 : 셰인 유먼, 미치 탈보트, 나이저 모건, 에스밀 로저스
  - KIA 타이거즈 : 필립 험버, 조쉬 스틴슨
  - 두산 베어스 : 잭 러츠
  - SK 와이번스 : 메릴 켈리, 앤드루 브라운

- 재계약 성공 외국인 선수
  - 두산 베어스 : 유네스키 마야, 더스틴 니퍼트
  - 넥센 히어로즈 : 앤디 밴 헤켄
  - SK 와이번스 : 트래비스 밴와트
  - NC 다이노스 : 찰리 쉬렉, 에릭 해커, 에릭 테임즈
  - KIA 타이거즈 : 브렛 필
  - KT 위즈 : 앤드루 시스코, 댄 블랙
  - 삼성 라이온즈 : 야마이코 나바로

- 재계약 포기 외국인 선수
  - LG 트윈스 : 에버렛 티포드, 브래드 스나이더, 코리 리오단
  - 넥센 히어로즈 : 비니 로티노, 헨리 소사
  - 롯데 자이언츠 : 루이스 히메네스, 셰인 유먼, 크리스 옥스프링
  - 삼성 라이온즈 : J.D. 마틴, 릭 반덴허크
  - KIA 타이거즈  : 하이로 어센시오, 저스틴 토마스
  - 두산 베어스 : 호르헤 칸투
  - 한화 이글스 : 앤드루 앨버스, 라이언 타투스코, 펠릭스 피에
  - NC 다이노스 : 테드 웨버
  - KT 위즈 : 마이크 로리

### 시즌 중
- 트레이드 영입 선수
  - 양훈 : 한화 이글스 → 넥센 히어로즈
  - 이성열 : 넥센 히어로즈 → 한화 이글스
  - 허도환 : 넥센 히어로즈 → 한화 이글스
  - 윤요섭 : LG 트윈스 → KT 위즈
  - 박용근 : LG 트윈스 → KT 위즈
  - 이준형 : KT 위즈 → LG 트윈스
  - 박세웅 : KT 위즈 → 롯데 자이언츠
  - 안중열 : KT 위즈 → 롯데 자이언츠
  - 이성민 : KT 위즈 → 롯데 자이언츠
  - 조현우 : KT 위즈 → 롯데 자이언츠
  - 장성우 : 롯데 자이언츠 → KT 위즈
  - 최대성 : 롯데 자이언츠 → KT 위즈
  - 윤여운 : 롯데 자이언츠 → KT 위즈
  - 하준호 : 롯데 자이언츠 → KT 위즈
  - 이창진 : 롯데 자이언츠 → KT 위즈
  - 유창식 : 한화 이글스 → KIA 타이거즈
  - 김광수 : 한화 이글스 → KIA 타이거즈
  - 노수광 : 한화 이글스 → KIA 타이거즈
  - 오준혁 : 한화 이글스 → KIA 타이거즈
  - 임준섭 : KIA 타이거즈 → 한화 이글스
  - 이종환 : KIA 타이거즈 → 한화 이글스
  - 박성호 : KIA 타이거즈 → 한화 이글스
  - 용덕한 : KT 위즈 → NC 다이노스
  - 홍성용 : NC 다이노스 → KT 위즈
  - 오정복 : NC 다이노스 → KT 위즈
  - 진해수 : SK 와이번스 → LG 트윈스
  - 여건욱 : SK 와이번스 → LG 트윈스
  - 임훈 : SK 와이번스 → LG 트윈스
  - 신재웅 : LG 트윈스 → SK 와이번스
  - 신동훈 : LG 트윈스 → SK 와이번스
  - 정의윤 : LG 트윈스 → SK 와이번스

- 은퇴
  - 진갑용 : 삼성 라이온즈 → 은퇴(삼성 라이온즈 전력분석원)
  - 최희섭 : KIA 타이거즈 → 은퇴(KIA 타이거즈 3군코치)
  - 박진만 : SK 와이번스 → 은퇴(SK 와이번스 1군코치)
  - 신명철 : KT 위즈 → 은퇴(kt 위즈 3군코치)
  - 마일영 : 한화 이글스 → 은퇴(한화 이글스 육성군 투수 보조코치)

- 방출 선수
  - 한화 이글스 : 임경완, 마일영

- 방출 후 해외 이적선수
  - 임경완 : 한화 이글스 → 시드니 블루삭스

- 방출 외국인 선수
  - 두산 베어스 : 잭 러츠 (사유 : 성적 부진 및 허리 부상), 유네스키 마야 (사유 : 성적 부진)
  - 한화 이글스 : 나이저 모건 (사유 : 성적 부진 및 허리 부상), 쉐인 유먼 (사유 : 어깨 부상)
  - KT 위즈 : 앤드루 시스코 (사유 : 성적 부진), 필 어윈 (사유 : 성적 부진)
  - NC 다이노스 : 찰리 쉬렉 (사유 : 성적 부진)
  - LG 트윈스 : 잭 한나한 (사유 : 허리 부상)
  - SK 와이번스 : 트래비스 밴와트 (사유 : 팔뼈 부상)
  - KIA 타이거즈 : 필립 험버 (사유 : 성적 부진)

- 신규 영입 외국인 선수
  - 한화 이글스 : 제이크 폭스, 에스밀 로저스
  - 두산 베어스 : 데이빈슨 로메로, 앤서니 스와잭
  - KT 위즈 : 댄 블랙, 저스틴 저마노
  - NC 다이노스 : 재크 스튜어트
  - LG 트윈스 : 루이스 히메네스
  - SK 와이번스 : 크리스 세든
  - KIA 타이거즈 : 에반 믹

## KBO 시범경기
- 기간 : 3월 7일 ~ 3월 22일

시범경기는 팀당 14경기로 전년도 순위에 앞뒤 순위팀을 제외한 7팀과 2연전씩 가졌다.
| 순위 | 구단          | 승 | 무 | 패 | 승률  | 승차 | 기타 |
| ---- | ------------- | -- | -- | -- | ----- | ---- | ---- |
| 1위  | 넥센 히어로즈 | 6  | 2  | 3  | 0.667 | 0.0  |      |
| 2위  | NC 다이노스   | 7  | 2  | 4  | 0.636 | 0.0  |      |
| 3위  | 두산 베어스   | 6  | 2  | 4  | 0.600 | 0.5  |      |
| 4위  | LG 트윈스     | 7  | 1  | 5  | 0.583 | 0.5  |      |
| 4위  | 롯데 자이언츠 | 7  | 0  | 5  | 0.583 | 0.5  |      |
| 6위  | SK 와이번스   | 5  | 3  | 4  | 0.556 | 1.0  |      |
| 7위  | KIA 타이거즈  | 5  | 1  | 6  | 0.455 | 2.0  |      |
| 8위  | 삼성 라이온즈 | 5  | 0  | 7  | 0.417 | 2.5  |      |
| 9위  | KT 위즈       | 4  | 0  | 8  | 0.333 | 3.5  |      |
| 10위 | 한화 이글스   | 3  | 0  | 9  | 0.250 | 4.5  |      |

## KBO 정규시즌
- 기간 : 3월 28일 ~ 9월 13일
- 잔여경기 : 9월 15일 ~ 10월 6일

개막 경기는 2013년도 순위를 기준으로 1-6위 팀, 2-7위 팀, 3-8위 팀, 4-9위 팀, 5위 팀-KT 간 경기로 편성해, 대구(SK:삼성), 잠실(NC:두산), 광주(LG:KIA), 목동(한화:넥센), 사직(KT:롯데) 등 5개 구장에서 2연전으로 펼쳐진다. 개막 경기 원정 5팀은 3월 31일(화)부터 홈경기로 3연전을 치른다.
2015년 경기일정은 구단의 이동거리를 최소화하고, 주말 및 공휴일 경기수를 가급적 균등하게 편성했다. 또한, 팀 간 16차전(홈8, 원정8)이 거행됨에 따라3-3, 3-3, 2-2연전으로 715경기를 우선 편성했으며, 개막 2연전으로 제외된 5경기는 가편성하여 추후 우천으로 순연되는 경기와 함께 9월 15일(화) 이후로 재편성할 예정이다.
한편, 어린이날 경기는 격년제 편성에 따라 넥센, NC, 두산, 롯데, 한화의 홈 구장(목동, 마산, 잠실, 사직, 대전)에서 개최된다.

### 팀 순위
| 순위 | 구단          | 경기 | 승 | 무 | 패 | 승률  | 승차 | 포스트시즌             |
| ---- | ------------- | ---- | -- | -- | -- | ----- | ---- | ---------------------- |
| 1위  | 삼성 라이온즈 | 144  | 88 | 0  | 56 | 0.611 | 0.0  | 한국시리즈 진출        |
| 2위  | NC 다이노스   | 144  | 84 | 3  | 57 | 0.596 | 6.5  | 플레이오프 진출        |
| 3위  | 두산 베어스   | 144  | 79 | 0  | 65 | 0.549 | 9.0  | 준플레이오프 진출      |
| 4위  | 넥센 히어로즈 | 144  | 78 | 1  | 65 | 0.545 | 9.5  | 와일드카드 결정전 진출 |
| 5위  | SK 와이번스   | 144  | 69 | 2  | 73 | 0.486 | 18.0 | 와일드카드 결정전 진출 |
| 6위  | 한화 이글스   | 144  | 68 | 0  | 76 | 0.472 | 20.0 | 진출실패               |
| 7위  | KIA 타이거즈  | 144  | 67 | 0  | 77 | 0.465 | 21.0 | 진출실패               |
| 8위  | 롯데 자이언츠 | 144  | 66 | 1  | 77 | 0.462 | 21.5 | 진출실패               |
| 9위  | LG 트윈스     | 144  | 64 | 2  | 78 | 0.451 | 23.0 | 진출실패               |
| 10위 | KT 위즈       | 144  | 52 | 1  | 91 | 0.364 | 35.5 | 진출실패               |

### 시즌 기록
- 1호 안타 : KT 위즈 이대형 (상대투수 : 브룩스 레일리)
- 1호 3루타 : SK 와이번스 이재원 (상대투수 : 알프레도 피가로)
- 1호 볼넷 : LG 트윈스 오지환 (상대투수 : 양현종)
- 1호 2점 홈런 : 롯데 자이언츠 최준석 (상대투수 : 필 어윈)
- 1호 3점 홈런 : KT 위즈 김상현 (상대투수 : 브룩스 레일리)
- 1호 삼진투수 : 삼성 라이온즈 알프레도 피가로
- 1호 피삼진타자 : SK 와이번스 이명기
- 1호 실책 : 두산 베어스 민병헌
- 1호 폭투 : KIA 타이거즈 양현종
- 1호 병살타 : KIA 타이거즈 이범호
- 1호 끝내기 홈런 : 넥센 히어로즈 서건창 (상대투수 : 송창식)
- 1호 세이브 : KIA 타이거즈 윤석민
- 1호 10점차 이상 득점경기 : 롯데 자이언츠 VS KT 위즈 - 3월 28일 사직야구장 점수 12:9 롯데 자이언츠 승리

### 달성 기록

#### 3월
- 정재훈(롯데 자이언츠)선수는 3월 28일 사직에서 열린 KBO리그 정규 시즌 개막전 KT전에서 통산 500경기 출장을 달성하였다.
- 임창용(삼성 라이온즈)선수는 3월 31일 수원 KT전에서 9회말에 등판 1이닝 무실점으로 막아내 개인통산 200번째 세이브를 달성했다. 이는 프로통산 역대 4번째로 김용수(전 LG 트윈스 / 227세이브), 구대성(전 한화 이글스 / 214세이브), 오승환(당시 삼성 라이온즈 / 277세이브)에 이어서 세운 기록이다.

#### 4월
- 이종욱(NC 다이노스)은 4월 1일 마산종합운동장 야구장에서 열린 넥센 히어로즈와의 경기에서 4회초 피어밴드를 상대로 안타를 기록하면서 역대 63번째 1100안타를 기록했다.
- 최진행(한화 이글스)선수는 4월 3일 마산 NC전에서 9회초 민성기를 상대로 홈런을 때려내며 개인 통산 100번째 홈런을 달성했다. (역대 69번째)
- 에릭 테임즈(NC 다이노스)선수는 4월 9일 광주 KIA전에서 사이클링히트를 달성했다. 프로통산 역대 17번째이며 외국인선수는 2001년 5월 25일 대구 해태전에서 삼성 매니 마르티네스가 외국인 첫번째 사이클링히트를 기록한 이후 14년만에 2번째로 기록이 되었다. 가장 최근 사이클링히트 기록은 2014년 5월 23일 두산 오재원이 잠실 한화전에서 기록한 이후 10개월만에 기록되었다
- 유네스키 마야(두산 베어스)선수는 4월 9일 잠실 넥센 히어로즈|넥센전에서  9이닝 136구를 던져 안타와 사사구 없이 8탈삼진 3볼넷을 기록해 감격의 노히트노런을 달성했다. 이번 기록은 프로통산 역대 12번째 이자 외국인 투수로서는 2014년 찰리 쉬렉(NC 다이노스)이후 역대 2번째로 기록 되었다.
- 이승엽(삼성 라이온즈)선수는 4월 9일 대구 롯데전에서 9회말 무사 1루 마지막 타석에서 롯데 투수 김승회를 상대로 내야안타를 성공시키면서 한일프로야구 통산 2400번째 안타를 달성했다.
- 이종욱(NC 다이노스)은 4월 15일 사직야구장에서 열린 롯데 자이언츠와의 경기에서 2회초 볼넷으로 출루 후 이상화, 장성우 배터리를 상대로 도루를 기록하면서 역대 9번째 300도루를 기록했다.
- 이호준(NC 다이노스)은 4월 18일 대전한화생명이글스파크에서 열린 한화 이글스와의 경기에서 8회초 선두타자로 나와 배영수를 상대로 안타를 기록하면서 역대 19번째 1600안타를 기록했다.
- 이호준(NC 다이노스)은 4월 22일 마산종합운동장 야구장에서 열린 삼성 라이온즈와의 경기에서 4회말 선두타자로 나와 차우찬을 상대로 안타를 기록하면서 역대 10번째 2800루타를 기록했다.

#### 5월
- 이호준(NC 다이노스)은 5월 5일 마산종합운동장 야구장에서 열린 KIA 타이거즈와의 경기에서 4회초 험버를 상대로 2루타를 기록하면서 역대 16번째 300 2루타를 기록했다.
- 테임즈(NC 다이노스)는 5월 26일 마산종합운동장 야구장에서 열린 두산 베어스와의 경기에서 마야(4타점) 김수완(3타점) 박종기(1타점) 상대로 총 8타점으로 역대 13번째 한 경기 최다 타점을 기록했다.
- 손민한(NC 다이노스)은 5월 28일 마산종합운동장 야구장에서 열린 두산 베어스와의 경기에서 4회초 김현수를 상대로 1루 땅볼 아웃을 기록하면서 역대 17번째 통산 7000타자 상대를 기록했다.
- 손시헌(NC 다이노스)은 5월 31일 광주기아챔피언스필드에서 열린 KIA 타이거즈와의 경기 출장해 역대 87번째 통산 1100경기 출장을 기록했다.
- 5월 NC 다이노스가 KT 위즈(5승) KIA 타이거즈(4승) 롯데 자이언츠(3승), 넥센 히어로즈(3승), 두산 베어스(3승), 삼성 라이온즈(2승)으로 20승을 거두면서 2009년 8월 KIA 타이거즈에 이어서 역대 2번째 KBO 리그 월간 최다승을 기록했다.

#### 6월
- 안지만(삼성 라이온즈)선수는 6월 2일 포항 롯데전에서 KBO통산 150홀드를 KBO리그 최초로 기록했다.
- 이승엽(삼성 라이온즈)선수가 6월 3일 포항 롯데전에서 KBO리그 최초 개인통산 400홈런을 달성했다. 한일 통산으로는 559홈런이다.
- 최형우(삼성 라이온즈)선수가 6월 3일 포항 롯데전에서 개인 통산 1000안타 기록했다. (역대 72번째)
- 홍성흔(두산 베어스)선수가 6월 14일 잠실 NC전에서 우타자 최초로 2000안타를 달성했다.
- 이호준(NC 다이노스)은 6월 18일 수원KT위즈파크에서 열린 KT 위즈와의 경기에서 1회초 정성곤를 상대로 2점홈런을 기록하면서 역대 8번째 개인 통산 300홈런을 기록했다.
- 이종욱(NC 다이노스)은 6월 18일 수원KT위즈파크에서 열린 KT 위즈와의 경기 출장해 역대 88번째 통산 1100경기 출장을 기록했다.
- 손민한(NC 다이노스)은 6월 18일 수원KT위즈파크에서 열린 KT 위즈와의 경기 출장해 역대 19번째 통산 1700이닝을 기록했다.
- 이호준(NC 다이노스)은 6월 19일 마산종합운동장 야구장에서 열린 한화 이글스와의 경기 출장해 역대 4번째 통산 1100타점을 기록했다.
- 이종욱(NC 다이노스)은 6월 21일 마산종합운동장 야구장에서 열린 한화 이글스와의 경기에서 7회말 볼넷으로 출루 후 권혁, 정범모 배터리를 상대로 도루를 기록하면서 역대 9번째 10년 연속 두자릿수 도루를 기록했다.
- 손민한(NC 다이노스)은 6월 24일 마산종합운동장 야구장에서 열린 KIA 타이거즈와의 경기 출장해 역대 13번째 통산 120승을 기록했다.
- 이호준(NC 다이노스)은 6월 26일 서울종합운동장 야구장에서 열린 LG 트윈스와의 경기에서 2회초 1아웃에서 나와 루카스를 상대로 우익수 앞 안타를 기록하면서 역대 9번째 2900루타를 기록했다.

#### 7월
- 테임즈(NC 다이노스)는 7월 3일 대전한화생명이글스파크에서 열린 한화 이글스와의 경기에서 8회초 송창식, 조인성 배터리를 상대로 도루를 기록하면서 역대 39번째 20홈런 20도루를 기록했다.
- 7월 11일 목동야구장에서 열린 NC 다이노스의 용덕한, 박민우, 조영훈, 나성범, 테임즈가 넥센 히어로즈 전에서 5타자 연속 2루타를 치면서 역대 1번째 5타자 연속 2루타를 기록했다.
- 박병호(넥센 히어로즈)선수는 7월 16일 포항 삼성전에서 4년 연속 30홈런을 달성했다. 이는 이승엽, 타이론 우즈다음으로 역대 3번째 기록이다.
- 박병호(넥센 히어로즈)선수는 8월 17일 만루홈런으로 개인 통산 200홈런을 달성했다.
- 김원섭(KIA 타이거즈)선수는 7월 28일 광주기아챔피언스필드 SK 와이번스전에서 120번째로 1000경기를 달성했다. 또, 팀의 승리에 기여하는 스리런 굿바이 홈런(상대투수 정우람)을 날려 세계최초로 1000경기 끝내기 홈런을 날린 타자가 되었다.
- 최정 (SK 와이번스) 10년연속 두자릿수 홈런을 달성했다. (통산 9번째) 상대투수:(임창민)

#### 9월
- 이호준(NC 다이노스)선수는 9월 15일 마산 kt전에서 역대 17번째 개인 통산 1700안타와 역대 27번째 3년 연속 20홈런을 동시에 기록했다.
- 이호준(NC 다이노스)선수가 9월 15일 마산 kt전에서 만루 홈런을 때려내며 NC 다이노스는 리그 최초로 팀 소속 선수 3명 이상(나성범, 이호준, 테임즈)이 한 시즌 100타점을 기록한 팀이 되었다.
- 나성범(NC 다이노스)선수가 9월 18일 대전 한화전에서 역대 17번째 한 시즌 100타점 100득점을 기록했다.
- 박석민(삼성 라이온즈)선수는 9월 20일 사직 롯데전에서 역대 단일 시즌 최다 타점(9타점, 1회초 2점 홈런/3회초 3점 홈런/4회초 만루 홈런)을 기록했다. (종전 8타점)
- 박병호(넥센 히어로즈)선수는 9월 21일 마산 NC전에서 50홈런과 함께 시즌 358루타로 최다 루타를 기록함. (종전 1999년 삼성 이승엽 선수가 세웠던 356루타)
- 박용택(LG 트윈스)선수는 9월 22일 광주 KIA전에서 KBO 리그 최초로 4년 연속 150안타를 기록했다.
- 박한이(삼성 라이온즈)선수는 9월 23일 수원 KT전에서 역대 2번째 15년 연속 세자릿수 안타(2001~2015년)를 기록했다. (역대 1번째 선수 : 양준혁, 16년 연속 세자릿수 안타(1993~2008년))
- 삼성 라이온즈는 9월 23일 수원 kt전에서 총 10명의 선수가 100안타를 달성해 KBO 리그 한 구단 최다 인원 100안타 기록을 세웠다. (종전 8명, '01(현대), '02(삼성), '10(두산, 롯데), '15(넥센))
- 이재학(NC 다이노스)선수가 9월 23일 대구 삼성전에서 역대 47번째 3년 연속 세 자릿수 탈삼진을 기록했다.
- NC 다이노스는 9월 25일 마산 LG전에서 KBO 리그 최초로 9타자 규정타석(나성범 박민우 테임즈 이종욱 이호준 손시헌 김종호 지석훈 김태군)을 기록했다.
- 이재학(NC 다이노스)선수가 9월 28일 마산 한화전에서 역대 52번째 3년 연속 두 자릿수 승리를 기록했다.
- 테임즈(NC 다이노스)선수가 9월 28일 마산 한화전에서 역대 14번째 한 시즌 100볼넷을 기록했다.

#### 10월
- 테임즈(NC 다이노스)선수는 10월 2일 문학 SK전에서 리그 최초로 40홈런-40도루 기록을 달성하였다.

### 월간 MVP
| 월  | 선수      | 소속          | 포지션 |
| --- | --------- | ------------- | ------ |
| 4월 | 안영명    | 한화 이글스   | 투수   |
| 5월 | 이호준    | NC 다이노스   | 내야수 |
| 6월 | 김태균    | 한화 이글스   | 내야수 |
| 7월 | 박병호    | 넥센 히어로즈 | 내야수 |
| 8월 | 에릭 해커 | NC 다이노스   | 투수   |
| 9월 | 정의윤    | SK 와이번스   | 외야수 |

## KBO 포스트시즌
KBO에서 2014년 10월 27일 단장 회의를 통해 4,5팀이 와일드카드 결정전을 벌여 3위팀과 준플레이오프를 가지게 되는 것으로 확정되었다.

## 경기 중계

### 지상파 방송
- KBS 2TV
- MBC TV
- SBS TV

### 케이블 방송
- MBC SPORTS+
- SBS 스포츠
- KBS N Sports
- SKY Sports
- SPOTV

### IPTV 및 스카이라이프 방송
- IB 스포츠
- SPOTV
- SKY Sports

### 한국시리즈 중계
- 1차전
  - SBS TV
  - SPOTV2
  - IB 스포츠
- 2차전
  - MBC TV
  - SPOTV2
  - IB 스포츠
- 3차전
  - KBS 2TV
  - SPOTV2
  - IB 스포츠
- 4차전
  - SBS TV
  - SPOTV2
  - IB 스포츠
- 5차전
  - MBC TV
  - SPOTV2
  - IB 스포츠